# Медаль «10 лет Вооружённых сил Республики Казахстан»
Юбилейная медаль «10 лет Вооружённых сил Республики Казахстан» (каз. «Қазақстан Республикасының Қарулы Күштеріне 10 жыл») — государственная награда Республики Казахстан, учреждённая для вооружённых сил РК Указом Президента от 7 мая 2002 года за № 865.

## Положение о медали
Юбилейной медалью награждены положительно характеризуемые по службе и образцово выполнявшие свой воинский долг военнослужащие, состоявшие к 7 мая 2002 года на военной службе в Вооружённых Силах, других войсках и воинских формированиях Республики Казахстан, а также другие лица, внесшие значительный вклад в строительство Вооружённых Сил Республики Казахстан.

## Описание
Медаль «Қазақстан Республикасының Қарулы Күштеріне 10 жыл» изготавливается из латуни и имеет форму круга диаметром 34 мм.
На лицевой стороне медали помещена пятиконечная выпуклая звезда рубинового цвета с гладкими двугранными лучами, солнце и парящий орёл. Звезда располагается на фоне пяти пучков лучей, выходящих из-под тупых углов звезды. Вокруг звезды изображен венок из лавровых ветвей. В нижней части медали расположены друг под другом даты «1992», «2002».
На оборотной стороне медали по центру расположена надпись «Қазақстан Республикасының Қарулы Күштеріне 10 жыл».
Все изображения надписи на медали выпуклые. Края медали окаймлены бортиком.
Медаль с помощью ушка и кольца соединяется с шестиугольной колодкой шириной 34 мм и высотой 50 мм, обтянутой шелковой муаровой лентой. Посередине ленты располагаются две золотистые полоски шириной 3 мм, между которыми красная полоска шириной 2 мм, по краям золотистых полосок расположены голубые полосы шириной 9 мм. По краям ленты зеленые полосы шириной 2 мм. Ширина ленты — 30 мм.
Медаль с помощью булавки крепится к одежде.
Медаль изготовлена на Казахстанском монетном дворе в Усть-Каменогорске.